# Gaga Chromatica Ball
Gaga Chromatica Ball è uno speciale televisivo diretto e prodotto dalla cantautrice statunitense Lady Gaga. Lo speciale televisivo documenta l'esibizione di Lady Gaga al Dodger Stadium di Los Angeles, in California, il 10 settembre 2022, come terzultima tappa del suo tour The Chromatica Ball. Il film-concerto è uscito il 25 maggio 2024 attraverso HBO e il suo servizio di streaming, Max. Lady Gaga aveva già collaborato con la rete 13 anni prima, per l'uscita del suo primo film concerto Lady Gaga Presents the Monster Ball Tour: At Madison Square Garden.

## Trama
Durante lo speciale è possibile assistere all'intero spettacolo, compresi gli intermezzi. Il concerto vero e proprio, della durata di circa 120 minuti, è stato diviso in un preludio, quattro atti e un finale, ciascuno accompagnato da intermezzi diretti da Nick Knight. Esso descrive il viaggio dell'artista dalla reclusione alla liberazione. Il preludio vede la cantante esibirsi nelle canzoni che l'hanno portata alla fama mondiale, la quale appare in cima a una scenografia che ricorda una gigantesca lastra di cemento cantando Bad Romance, Just Dance e Poker Face.

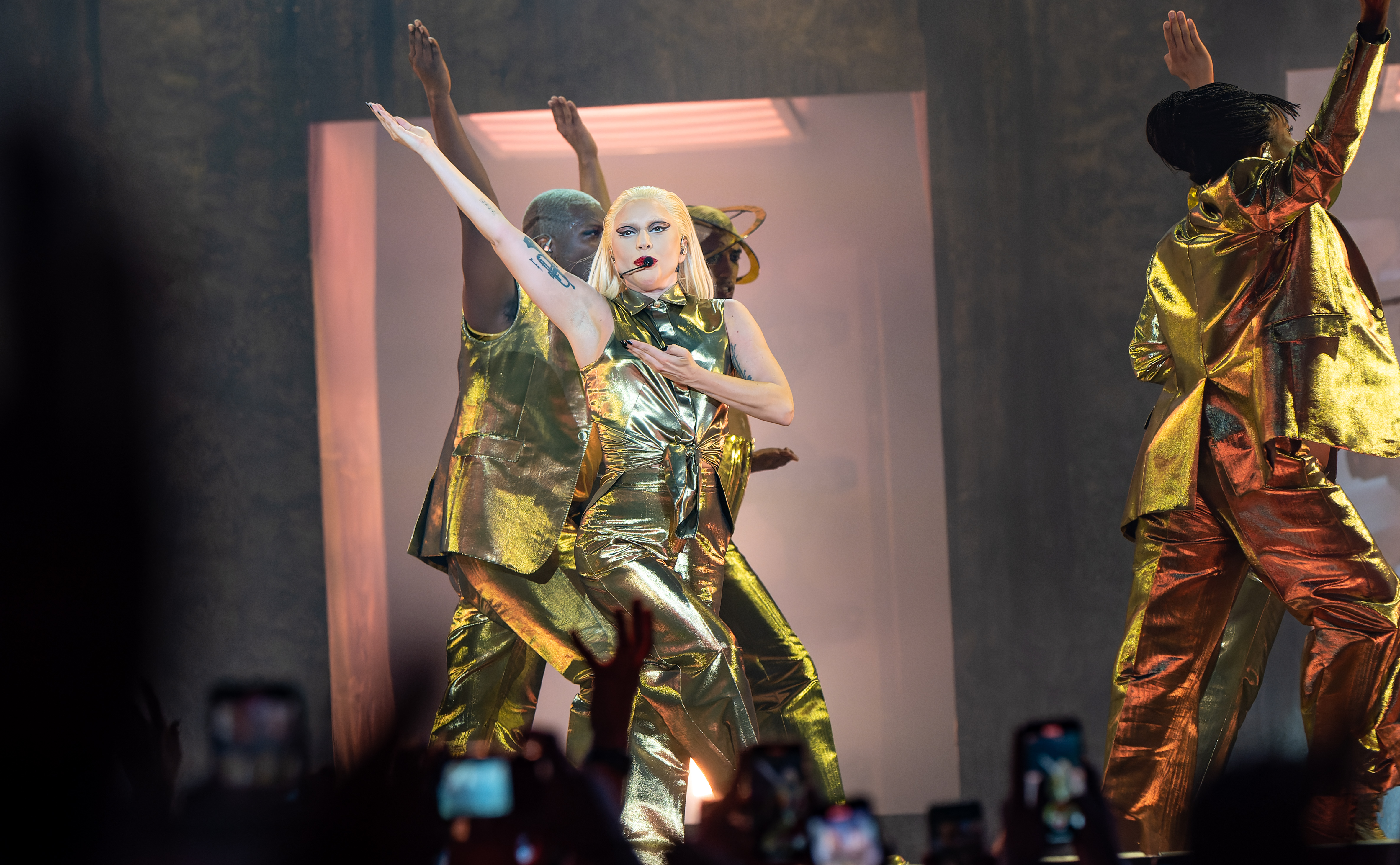
Lady Gaga mentre si esibisce con Babylon

Nel primo atto, apparentemente coperta di sangue, Lady Gaga è su di un tavolo operatorio rialzato per cantare Alice, seguita da Replay e Monster con un'intensa coreografia. Nel secondo atto la cantante esegue insieme ai ballerini 911 e Sour Candy, seguite dal brano intramontabile Telephone, con l'utilizzo di lanciafiamme e concludendosi sulle note di LoveGame. Il terzo atto inizia con Babylon e Free Woman, finendo con Born This Way al pianoforte.
Nel quarto atto, in una veste ispirata all'estetica degli insetti, l'artista suona diversi brani al pianoforte, tra cui Shallow, Always Remember Us This Way, The Edge of Glory, Angel Down e Fun Tonight. L'unico brano ad essere eseguito senza piano è Enigma. 

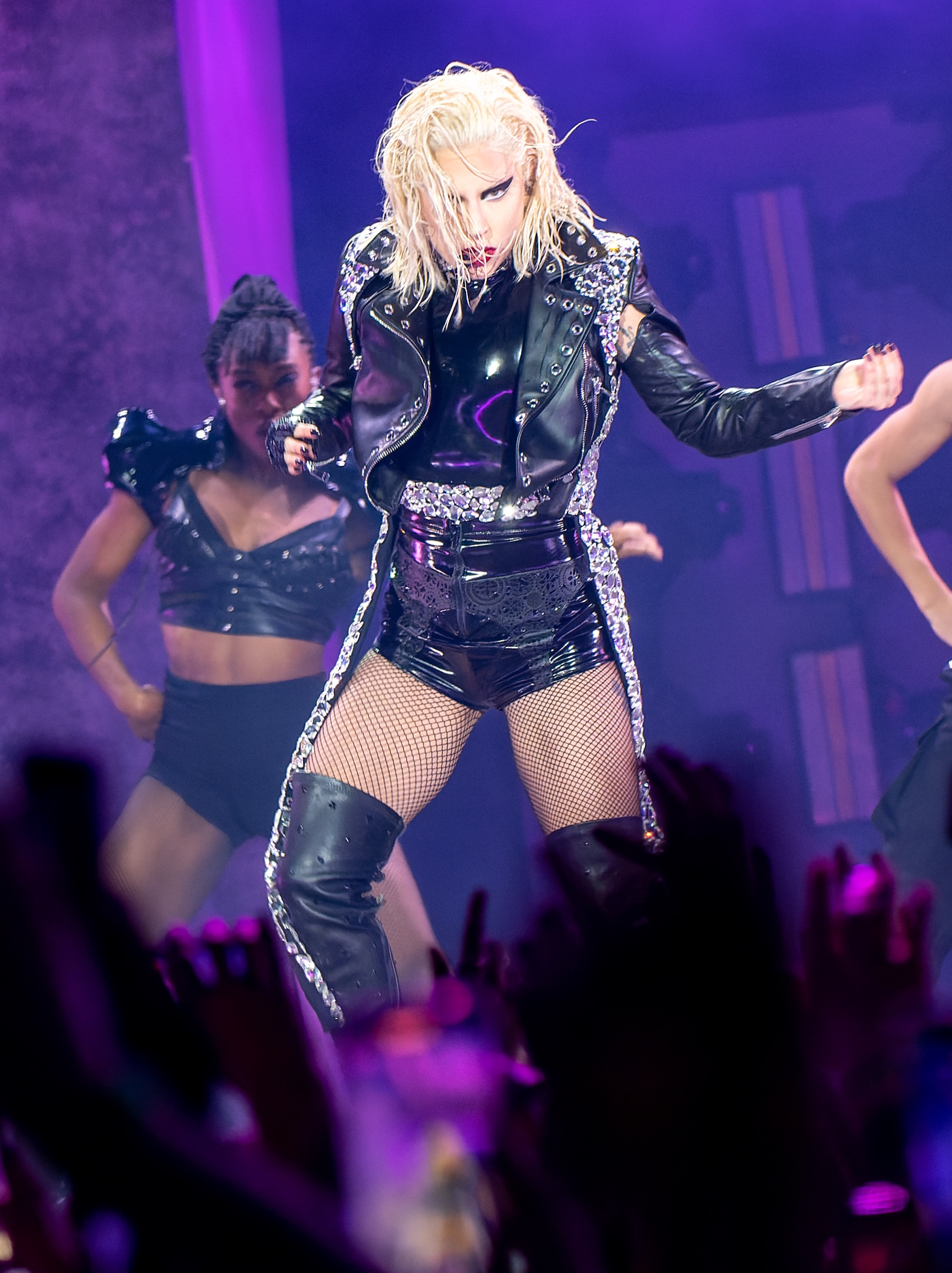
Lady Gaga durante Rain on Me

Il concerto termina con gli ultimi singoli della cantante, Stupid Love, Rain on Me seguite da un bis con Hold My Hand, il brano tratto dal film Top Gun: Maverick del 2022. Lo speciale si conclude con Lady Gaga che anticipa l'uscita del prossimo lavoro musicale Mayhem mentre viene riprodotto il frammento di Shadow Of A Man, e poco prima dei titoli di coda lampeggia la scritta "LG7 GAGA RETURNS".

## Antefatti e produzione
Lady Gaga aveva commissionato la registrazione di un progetto sconosciuto nel settembre 2022, situato al Dodger Stadium di Los Angeles. Nel giugno 2023, l'artista ha condiviso un lungo post sui social media in cui ha confermato che il prossimo progetto era un film concerto. Ha condiviso di aver lavorato al film insieme a vari altri progetti, tra cui il completamento delle riprese di Joker: Folie à Deux, trascorrendo anche del tempo da sola a "guarire". L'artista ha diretto e prodotto il film con Arthur Fogel e John Janick come produttori esecutivi.

## Distribuzione
La data di uscita dello speciale è stata annunciata dalla cantante stessa l'8 maggio 2024 tramite i suoi social media. Ha rivelato l'annesso trailer lo stesso giorno. Il film concerto è andato in onda su HBO ed è stato reso disponibile in streaming su Max il 25 maggio. Il 23 maggio 2024, Lady Gaga ha tenuto una prima proiezione per fan selezionati a Los Angeles. L'evento includeva esposizioni che mostravano costumi e oggetti di scena del tour, oltre a una sessione di domande e risposte con la cantante. In Italia, il concerto è andato in onda per la prima volta il 28 agosto su Sky mentre il 31 dello stesso mese è stato trasmesso in prima serata da TV8.

## Accoglienza
Al momento dell'uscita, il film ha ricevuto recensioni positive. Sul sito aggregatore di recensioni Rotten Tomatoes, il 100% delle recensioni di 5 critici sono positive. Scrivendo per The Daily Beast, Coleman Spilde ha elogiato lo speciale, affermando che «è un orologio esilarante dall'inizio alla fine» che mostra la raffinatezza delle "grandi idee insolite di Gaga". Spilde ha individuato le esibizioni di Sour Candy e Replay come "particolarmente divertenti da guardare" e si è complimentato con la capacità di Gaga di far suonare "freschi" i suoi vecchi successi come Just Dance e Poker Face all'interno dello show. Joey Nolfi di Entertainment Weekly ha definito lo speciale «folle, sfacciato e sfacciatamente pop» e ha ritenuto che l'inclusione degli intermezzi del tour abbia chiarito la trama generale e gli elementi tematici sia di Chromatica che del tour. Nolfi ha inoltre evidenziato l'esecuzione di Sour Candy definendo "potente" il segmento pianistico dello speciale.